# Републикански път III-3701
Републикански път IIІ-3701 е третокласен път, част от Републиканската пътна мрежа на България, преминаващ по територията на Софийска и Ловешка област. Дължината му е 34,5 km.
Пътят се отклонява наляво при 20,7 km на Републикански път II-37 в североизточната част на град Етрополе и се насочва на изток приблизително по границата между Средния Предбалкан и Средна Стара планина. Изкачва се до село Рибарица, след което слиза в долината на Стара (Лопянска река, десен приток на Малки Искър). Оттук следва ново изкачване през седловината при село Ямна (880 м н.в.), отделяща планинския рид Лисец на Предбалкана от Златишко-Тетевенска планина на Стара планина и слиза в долината на Свинска река (ляв приток на Черни Вит). Продължава надолу по долината на Свинска река, навлиза в Ловешка област и при разклона за село Дивчовото достига до дълбоката долина на Черни Вит. Тук пътят рязко завива на север и продължава надолу по долината на Черни Вит, минава през село Черни Вит и в квартал „Полатен“ на град Тетевен се свързва с Републикански път III-358 при неговия 61,6 km.
| Пътища, отклоняващи се надясно (населено място, № на пътя, посока на пътя) | km   | Пътища, отклоняващи се наляво (посока на пътя, № на пътя, населено място) |
| -------------------------------------------------------------------------- | ---- | ------------------------------------------------------------------------- |
| Община Етрополе, Софийска област, II-37, 20,7 km, гр. Етрополе ←           | 0,0  | ← гр. Етрополе, 20,7 km, II-37, Софийска област, Община Етрополе          |
| с. Рибарица                                                                | 5,3  | с. Рибарица                                                               |
|                                                                            | 10,3 | → общински път (за с. Лопян)                                              |
| с. Ямна                                                                    | 12,9 | с. Ямна                                                                   |
| Община Тетевен, Област Ловеч                                               | 20,4 | Област Ловеч, Община Тетевен                                              |
| (за с. Дивчовото) общински път ←                                           | 21,2 |                                                                           |
| с. Черни Вит                                                               | 27   | с. Черни Вит                                                              |
| (от с. Бели Осъм) III-358, 61,6 km, гр. Тетевен, кв. „Полатен“ →           | 34,5 | → кв. „Полатен“, гр. Тетевен, 61,6 km, III-358 (до с. Орешене)            |